# Рід Мацудайра
Рід Мацудайра (яп. 松平氏, мацудайра-сі) — самурайський рід у середньовічній Японії. Походить від аристократичного роду Мінамото. Належить до місцевої знаті провінції Мікава (суч. префектура Айті).
З роду Мацудайра походить перший сьоґун сьоґунату Токуґава — Мацудайра Мотоясу. Він змінив своє ім'я на Токуґава Іеясу на знак унезалежнення з-під протекторату Імаґава та майбутніх амбіцій на титул сьоґуна.
У сереньовіччі рід Мацудайра поділявся на 14 родових гілок:
- Такеноя (竹谷);
- Катанохара(形原);
- Оґуса (大草)
- Наґасава (長沢)
- Номі (能見);
- Ґоі (五井);
- Фукодзу (深溝);
- Оґю (大給);
- Таківакі (滝脇);
- Фукама (福釜);
- Сакураі (桜井);
- Тодзьо (東条);
- Фудзіі (藤井)
- Мікі (三木).

У період Едо (1603-1868) представники цих родів контролювали чимало удільних володінь хан, завдяки своїм родинному зв'язку із домом сьоґунів — родиною Токуґава.
Рід Мацудайра існує по сьогодні.